# 唐嗣堯
唐嗣堯（1902年11月21日—1987年8月4日），字。河南省南阳縣人。民國37年（1948年）在北平市選區當選第一屆立法委員

## 生平[1][2][3][4][5][6]
- 國立北京大學哲學系畢業，蒙蔡元培先生之助留學國外，先後獲文學、哲學博士及名譽博士學位
- 德國德克萊大學文學博士
- 德國德克萊大學哲學博士
- 日本明治大學名譽博士學位
- 民國廿二年返國，蒙蔡元培命任北平世界科學社長，主審主編《科學文史》、《文藝邊疆》等月刊及叢書
- 北平大學教授
- 北京大學講師
- 北京大學教務長
- 河南大學教授兼法學院院長，河南省教育廳代理廳長
- 行政院駐北平政整會顧問
- 冀察政委會顧問
- 北平中德學會理事長
- 中日韓文化協會理事長
- 京華藝術專科學校董事長
- 華北大學董事長
- 華北大學校長
- 熱察綏戰區長官部顧問
- 熱察綏戰區外事處處長
- 民國廿四年，任北平臨時參議會議長
- 民國廿五年，宋哲元任冀察政委會委員長，與陶希聖、秦德純、劉定五、何其鞏、孟憲章諸先生促成軍教合作，共謀華北安定，陶秦兩位先生曾在傳記文學言之
- 民國廿七年，組織華北抗日救國軍，被推為總司令。李聘三、劉奇瑤、孫殿英為副總司令，何澄為參謀長，王芳庭為總參議，後蒙政府加派為華北抗日忠義救國軍總指揮及十二戰區中將顧問與軍簡一級外事處長
- 民國卅四年，當選北平市議會副議長並代議長
- 民國卅六年，又蒙北平文教界、基督教會與市民選為立法委員
- 民國四十二年，自國外返臺與李如松、姜紹祖創設育英中學，為董事長
- 民國六十年，任臺北國術會名譽會長，出版《國術》月刊
- 民國七十二年，任健康基金會董事長，出版《健康之友》
- 居臺省卅餘年，因愛好藝術，曾出版影製書畫等文物數十種及幻燈片兩萬餘幀宣揚中華文化
- 1987年（民國76年）8月4日病逝[7]